# Келимбетов, Немат
Немат Келимбетов (каз. Немат Келімбетов; 4 апреля 1937, аул Жанажол, Ташкентская область, Узбекистан — 15 декабря 2010, Алматы) — писатель, переводчик, тюрколог, доктор филологических наук (2002), профессор (1993). Заслуженный деятель Казахстана (2007).

## Биография
Происходит из рода шанышкылы Старшего жуза
Окончил Ташкентский финансово-экономический институт (1959), КазНУ (1966).
В 1959—1961 младший научный сотрудник Института экономики АН Казахстана, литературный сотрудник газеты «Социалистік Қазақстан».
В 1970—1973 ответственный секретарь комиссии по присуждению Гос. премий КазССР в области литературы, искусства и архитектуры; редактор издательства «Казахстан» (1976—1981).
В 1981—1997 преподаватель, доцент, профессор кафедры казахской литературы КазНПУ им. Абая; профессор Алматинского института международной журналистики (1995—1996); профессор кафедры казахского языка КазНТУ (1997—2002).
Умер 15 декабря 2010 в Алматы, похоронен на Кенсайском кладбище.

## Семья
- Жена — Келимбетова Куаныш Тазабеккызы (1946—2007).
- Сын — Келимбетов Мухит Нематович.
- Сын — Кайрат Келимбетов, государственный деятель Республики Казахстан.
- Внуки: Канат, Шынар, Айсултан, Азат, Даулет, Даниал.

## Труды

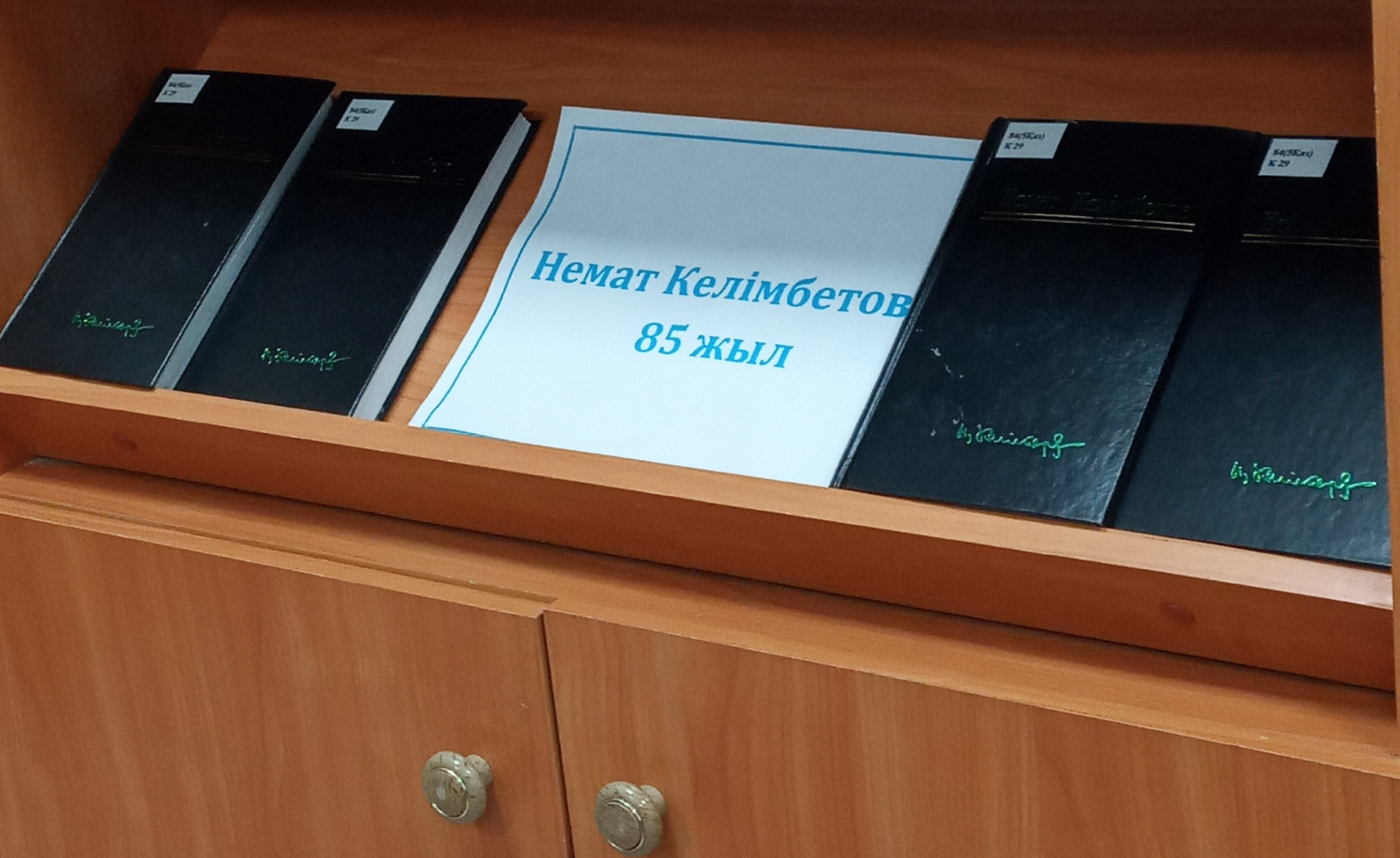
Четырёхтомное собрание сочинений Немата Келимбета

Основные работы посвящены исследованиям древнетюркских литературных памятников, Келимбетов исследовал эстетические связи казахской литературы и древнетюркской поэзии. Автор повестей «Не хочу терять надежды» (1981), «Помни предков своих» (2001). Перевел на казахский язык романы армянского писателя Л. Гуруица «Наш милый Шушикент» (1977), украинского писателя В. Казаченко «Молния» (1979), узбекского писателя Саида Ахмада «Горизонт» (1981) и П. Кадырова «Звездные ночи» (1986).